# Ivanje (Prijepolje)
Ivanje (Servisch cyrillisch Ивање) is een plaats in de Servische gemeente Prijepolje. De plaats telt 1140 inwoners (2002).

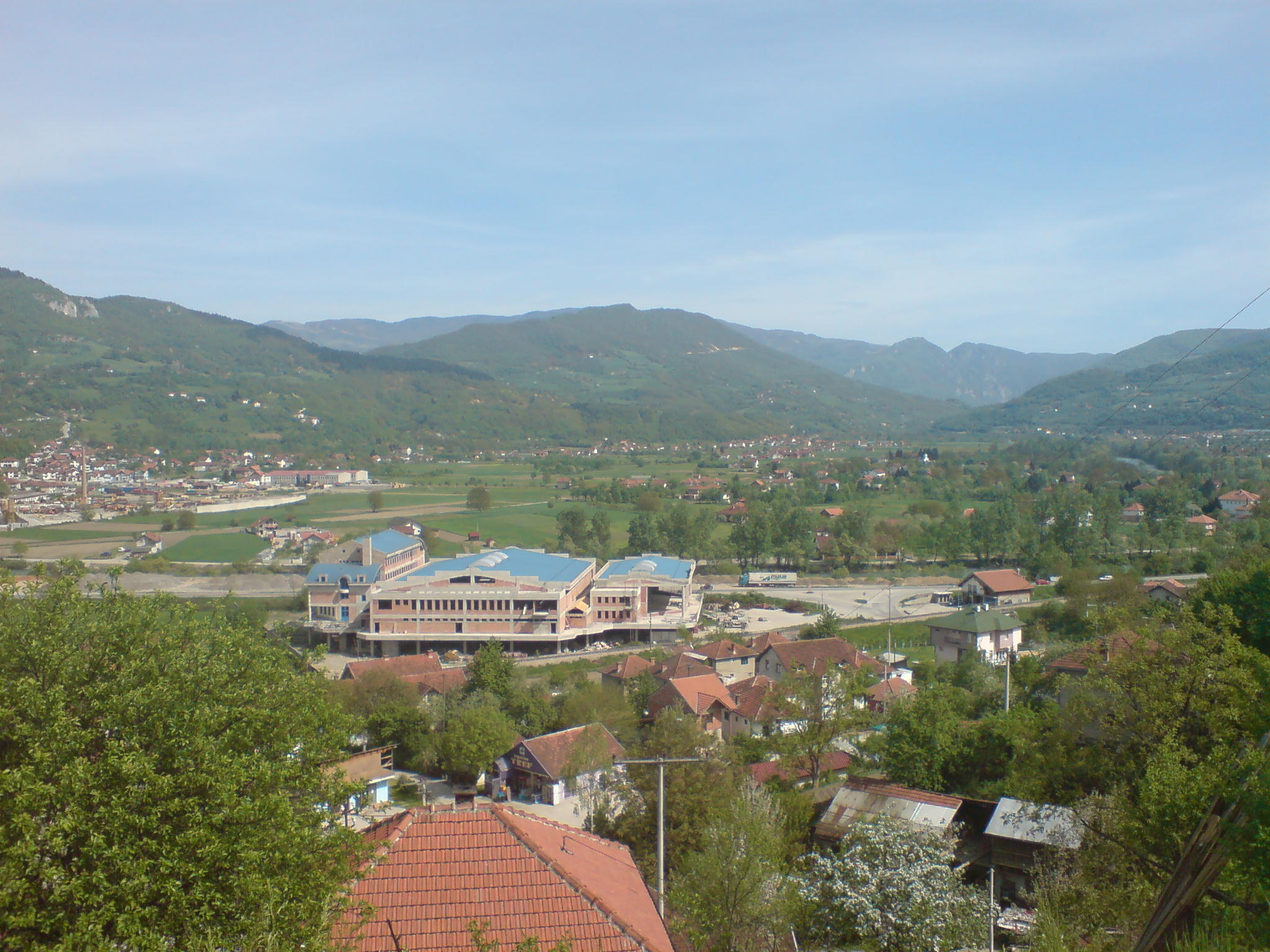